# Oberurnen
Oberurnen fue hasta el 31 de diciembre de 2010 una comuna suiza del cantón de Glaris.
Desde el 1 de enero de 2011 es una localidad de la nueva comuna de Glaris Norte a la que también fueron agregadas las comunas de Bilten, Filzbach, Mollis, Mühlehorn, Näfels, Niederurnen y Obstalden.

## Geografía
Oberurnen se encuentra situada al norte del cantón, en cercanías del lago de Walen. La antigua comuna limitaba al norte con la comuna de Niederurnen, al este con Mollis, al sur con Näfels, y al oeste con Innerthal (SZ) y Schübelbach (SZ).

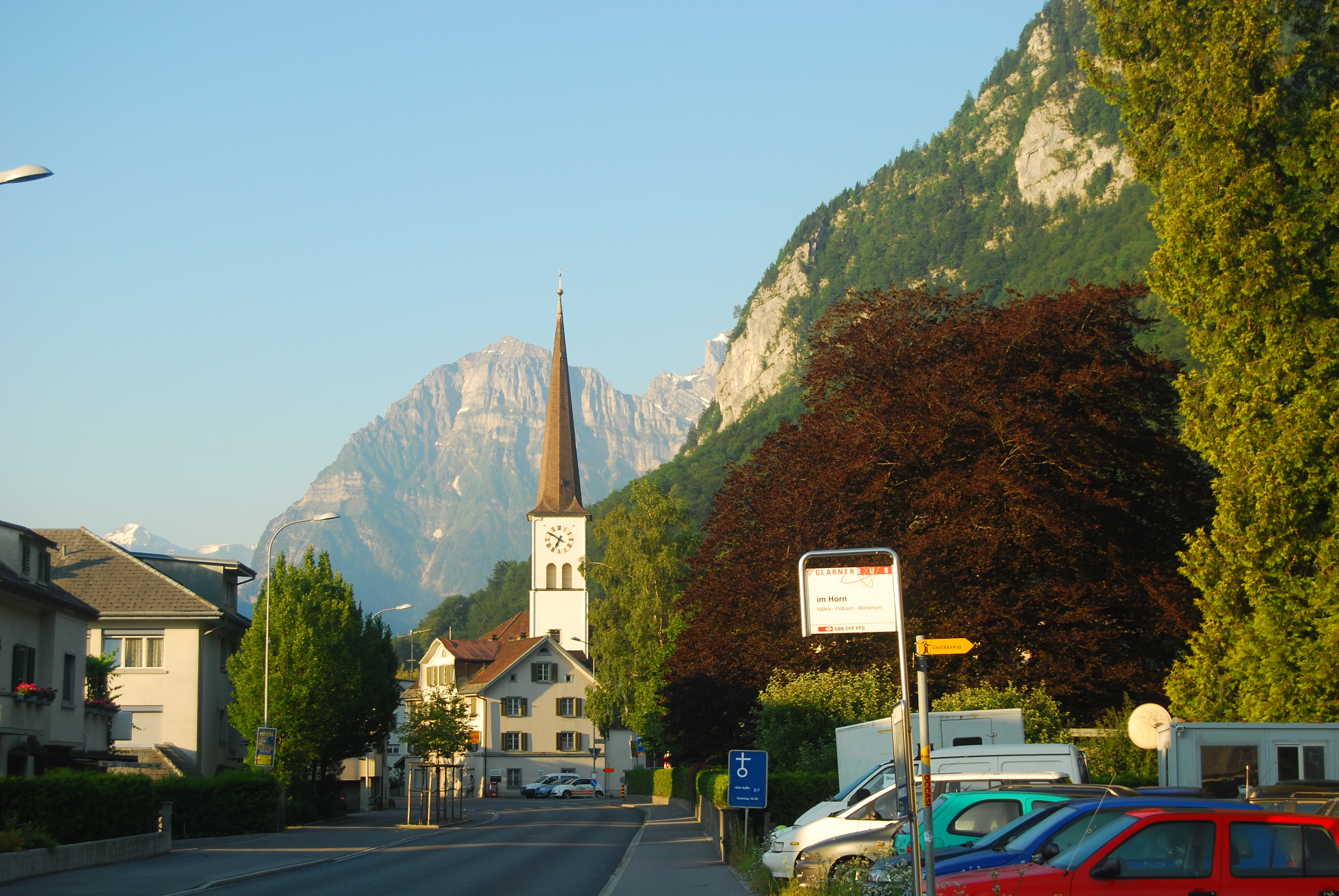
Vista de Oberurnen con la iglesia al fondo.